# Puchar Europy Par Strongman WP 2007
Puchar Europy Par Strongman Wirtualna Polska 2007 – drużynowe zawody europejskich siłaczy, rozgrywane w zespołach złożonych z dwóch zawodników, reprezentujących ten sam kraj.
Data: 15 sierpnia 2007 r.

Miejsce: Oleśnica  Polska

WYNIKI ZAWODÓW:
| Miejsce | Zawodnicy                               | Kraj     | Punkty |
| ------- | --------------------------------------- | -------- | ------ |
| 1.      | Mariusz Pudzianowski, Damian Sierpowski | Polska   | 33,5   |
| 2.      | Jan Šalata, Jiří Žaloudek               | Czechy   | 28     |
| 3.      | Ervin Katona, Radojica Marinković       | Serbia   | 27     |
| 4.      | Lars Hermann, Martin Torker             | Austria  | 15     |
| 5.      | nieznany, nieznany                      | Słowacja | 14,5   |
| 6.      | Gábor Aranyosi, Richárd Danis           | Węgry    | 9      |